# Liste der Kulturdenkmale in Sterley
In der Liste der Kulturdenkmale in Sterley sind alle Kulturdenkmale der schleswig-holsteinischen Gemeinde Sterley (Kreis Herzogtum Lauenburg) und ihrer Ortsteile aufgelistet (Stand: 10. März 2025).

## Legende
In den Spalten befinden sich folgende Informationen:
- Objekt-ID: die Nummer des Kulturdenkmales
- Lage: die Adresse des Kulturdenkmales und die geographischen Koordinaten. Kartenansicht, um Koordinaten zu setzen. In der Kartenansicht sind Kulturdenkmale ohne Koordinaten mit einem roten Marker dargestellt und können in der Karte gesetzt werden. Kulturdenkmale ohne Bild sind mit einem blauen Marker gekennzeichnet, Kulturdenkmale mit Bild mit einem grünen Marker.
- Offizielle Bezeichnung: Bezeichnung des Kulturdenkmales
- Beschreibung: die Beschreibung des Kulturdenkmales
- Bild: ein Bild des Kulturdenkmales

## Sachgesamtheiten
| Objekt-ID      | Lage                                          | Offizielle Bezeichnung | Beschreibung | Bild                             |
| -------------- | --------------------------------------------- | ---------------------- | --- | -------------------------------- |
| 40595 Wikidata | Alte Dorfstraße (53° 37′ 12″ N, 10° 49′ 0″ O) | Kirche St. Johannes    | Aktualisierung vorgesehen - Begründung: geschichtlich, künstlerisch, städtebaulich, Kulturlandschaft prägend - Schutzumfang: Kirche St. Johannes mit Ausstattung, Kirchhof, Feldsteineinfassung, zwei Eisenpforten | weitere Fotos \| Fotos hochladen |

## Bauliche Anlagen
| Objekt-ID      | Lage                                                 | Offizielle Bezeichnung               | Beschreibung | Bild                             |
| -------------- | ---------------------------------------------------- | ------------------------------------ | --- | -------------------------------- |
| 26696          | Schaalseekanal (53° 39′ 14″ N, 10° 48′ 12″ O)        | Schaalseekanal                       | Künstlicher Wasserlauf zwischen Schaalsee und Ratzeburger See. Alteintragung (Aktualisierung vorgesehen) - Begründung: Alteintragung (Aktualisierung vorgesehen) - Schutzumfang: Alteintragung (Aktualisierung vorgesehen) - Denkmaltyp: Bauliche Anlage | Fotos hochladen                  |
| 5138 Wikidata  | Alte Dorfstraße (53° 37′ 12″ N, 10° 49′ 0″ O)        | Kirche St. Johannes mit Ausstattung  | Alteintragung (Aktualisierung vorgesehen) - Begründung: geschichtlich, künstlerisch, städtebaulich - Schutzumfang: gesamtes Objekt - Denkmaltyp: Bauliche Anlage, Sachgesamtheit: Kirche St. Johannes                                                    | weitere Fotos \| Fotos hochladen |
| 20858 Wikidata | Alte Dorfstraße 8 (53° 37′ 17″ N, 10° 49′ 14″ O)     | Dreiständerscheune                   | Alteintragung (Aktualisierung vorgesehen) - Begründung: Alteintragung (Aktualisierung vorgesehen) - Schutzumfang: Alteintragung (Aktualisierung vorgesehen) - Denkmaltyp: Bauliche Anlage                                                                | BW                               |
| 20859 Wikidata | Alte Dorfstraße 8 (53° 37′ 18″ N, 10° 49′ 15″ O)     | Fachwerkschuppen                     | Alteintragung (Aktualisierung vorgesehen) - Begründung: Alteintragung (Aktualisierung vorgesehen) - Schutzumfang: Alteintragung (Aktualisierung vorgesehen) - Denkmaltyp: Bauliche Anlage                                                                | BW                               |
| 13797 Wikidata | Alte Dorfstraße 14 (53° 37′ 14″ N, 10° 49′ 12″ O)    | ehem. Tankstelle                     | Alteintragung (Aktualisierung vorgesehen) - Begründung: geschichtlich, wissenschaftlich - Schutzumfang: gesamtes Objekt - Denkmaltyp: Bauliche Anlage | BW                               |
| 10404 Wikidata | Johann-Heitmann-Weg 1 (53° 38′ 19″ N, 10° 48′ 52″ O) | Gut Kogel: ehem. Gutsgerichtsgebäude | Alteintragung (Aktualisierung vorgesehen) - Begründung: Alteintragung (Aktualisierung vorgesehen) - Schutzumfang: Alteintragung (Aktualisierung vorgesehen) - Denkmaltyp: Bauliche Anlage                                                                | BW                               |
| 23613 Wikidata | Kogeler Mühle 1 (53° 38′ 31″ N, 10° 49′ 45″ O)       | Windmühle                            | Alteintragung (Aktualisierung vorgesehen) - Begründung: geschichtlich, technisch, Kulturlandschaft prägend - Schutzumfang: gesamtes Objekt - Denkmaltyp: Bauliche Anlage                                                                                 | weitere Fotos \| Fotos hochladen |
| 10403 Wikidata | Redder (53° 38′ 14″ N, 10° 48′ 52″ O)                | Gut Kogel: Gutshaus                  | Alteintragung (Aktualisierung vorgesehen) - Begründung: Alteintragung (Aktualisierung vorgesehen) - Schutzumfang: Alteintragung (Aktualisierung vorgesehen) - Denkmaltyp: Bauliche Anlage                                                                | Fotos hochladen                  |

## Gründenkmale
| Objekt-ID      | Lage                                           | Offizielle Bezeichnung | Beschreibung | Bild            |
| -------------- | ---------------------------------------------- | ---------------------- | --- | --------------- |
| 20756 Wikidata | Alte Dorfstraße (53° 37′ 12″ N, 10° 48′ 58″ O) | Kirchhof               | Alteintragung (Aktualisierung vorgesehen) - Begründung: geschichtlich, Kulturlandschaft prägend - Schutzumfang: Kirchhof, Feldsteineinfassung, zwei Eisenpforten - Denkmaltyp: Gründenkmal, Sachgesamtheit: Kirche St. Johannes | Fotos hochladen |

## Quelle
- Liste der Kulturdenkmale in Schleswig-Holstein – Herzogtum Lauenburg (PDF)

- Karte mit allen Koordinaten:
- OSM |
- WikiMap